# Petaquilla
Petaquilla es un cerro que está ubicado en el distrito de Donoso, provincia de Colón, Panamá. Petaquilla está clasificado como: orográfico (colina o cerro de una altura menor a 300 metros), y que por razones de mejor accesibilidad es motivo de que haya quienes erróneamente lo sitúen en la provincia de Coclé, distrito de La Pintada.

## Historia y su valor en la industria minera
Desde épocas de la colonización española el Petaquilla se constituyó en ruta obligada de los exploradores del oro y que según destacan relatos y crónicas de historiadores, era un área donde se instalaron fundiciones y marcas para sellar el oro que se fundía para la Corona Española.
La existencia de yacimientos minerales en la zona circundante a Cerro Petaquilla motivó el interés de la Corona Española y de sus representantes, dando lugar al desarrollo de la actividad minera rudimentaria en los años 1600.
Con el transcurrir de los años, se incrementó el interés por estas áreas por su potencial en riquezas minerales y es así que en el año 1967 el gobierno de la República a través de la Dirección General de Recursos Minerales del Ministerio de Comercio e Industrias en conjunto con el Programa de las Naciones Unidas para el Desarrollo, iniciaron el desarrollo de investigaciones geológicas de lo que en su momento se denominó “Área 65" – Cerro Petaquilla del Proyecto minero de Azuero, concluyendo que existía mineralización de cobre y molibdeno de tipo porfídico en la parte occidental de la provincia de Colón.
Luego de un concurso de ofertas para llevar a cabo trabajos de evaluación, el consorcio japonés constituido por la sociedad Mitsui Mining & Smelting Co. Dowa Mining Co y Mitsubishi Metal Corp., organizado en sociedad, celebra contrato con el Gobierno de Panamá el 22 de agosto en 1973, para la exploración del depósito cuprífero en el área de Molejón.
Los estudios de exploración indicaron la existencia de yacimientos de cobre diseminados con molibdeno y otros metales como oro y plata.
Conociendo el potencial que en recursos minerales existía en el área de Cerro Petaquilla un grupo de empresas de inversionistas canadienses liderizados por el Ingeniero Geólogo Richard Fifer Carles, propulsor del desarrollo de la industria minera en Panamá, constituyó la sociedad anónima Adrian Resources, que desarrolló exploraciones geológicas en los años 90 al 95, con lo que pudo determinarse que en dicha zona existían importantes yacimientos de oro y cobre.
El 13 de febrero de 1996 se firmó un contrato celebrado entre el Estado panameño y la sociedad minera Petaquilla, S.A aprobado por la Asamblea Nacional de Panamá mediante Ley del 9 de 26 de febrero de 1997, reconociendo  este contrato, como empresa concesionaria y las sociedades Georecursos Internacional S.A. y Adrian Resources, S.A., para el reconocimiento de ciertos derechos y obligaciones recíprocas; es así que el derecho legítimo al desarrollo del proyecto minero en el Cerro Petaquilla, y que hoy se conoce comoProyecto Minero Molejón que desarrolla la sociedad Petaquilla Gold, S.A., en razón de la cesión que se le hiciera a esta última sociedad para el desarrollo de la concesión que inicialmente fuera otorgada a Minera Petaquilla, S.A.
A los inicios del desarrollo del proyecto se produjo una baja en el precio del oro, dando lugar a una merma en el valor de las acciones en la bolsa de valores, lo que motivó que acogiéndose a los derechos reconocidos en el contrato Ley Nº 9 de 1997, se suspenden las actividades de exploración hasta esperar que los precios del oro volvieran a subir y reactivar así la fase de explotación.
Mediante la Resolución Ministerial del 13 de septiembre de 2005, el ministro de Comercio e Industrias aprobó la cesión de una parte del proyecto minero que se desarrolla en el área de Petaquilla a otra empresa denominada Petaquilla Gold, S.A., la cual desarrolló la fase de exploración y a partir del 24 de diciembre de 2009 la empresa recibió de parte del Gobierno Nacional a través del Ministerio de Comercio e Industrias, la autorización para el inicio de la explotación comercial; siendo así que desde entonces se ha consumado la aspiración que por siglos ha motivado el interés por el área del Cerro Petaquilla: la extracción comercial del oro, al amparo del cumplimiento de normas legales, técnicas y ambientales exigidas para el desarrollo de la actividad minera en el país.